# جمعية شعراء الزجل
جمعية شعراء الزجل جمعية ذات نفع عام تابعة لوزارة الشؤون الاجتماعية في السوريا.

## التأسيس
جمعية شعراء الزجل في في السوريا التي كانت بدايات تأسيسها منذ ستينات القرن الماضي .
- بدأت محاولات منذ تلك الفترة بتأسيس جوقات زجلية غنائية وكان من مؤسّيسي إحداها التي عرفت باسم : ( جوقة الشلال السورية ) الرئيس الحالي للجمعية الشاعر مروان البحري .
- بجهودٍ فردية واجتهاد شخصي من قبل بعض الشعراء خصص برنامج أسبوعي في ذلك الحين بعنوان : ندوة الزجل في إذاعة دمشق استمر حوالي الخمس سنوات .
- كما تم تخصيص برنامج تلفزيوني عنوانه أيضاً ندوة الزجل في التلفزيون العربي السوري استمر لمدة عامين .
- بدأت محاولات حثيثة وجهد متواصل قام به الشعراء المؤسسون وعددهم ( 25 شاعراً ) من بينهم رئيس الجمعية السابق الشاعر فؤاد حيدر وكذلك كل من الشاعرين علي جمعة وغسان المعري , توّجت بالحصول على ترخيص رسمي من الجهات المختصة في الدولة، بتأسيس جمعية للشعراء تحت اسم : ( جمعية مؤلّفي الزجل في القطر العربي السوري ) تحمل رقم الشهرة / 920 / بتاريخ 13/4/1971م .
- كانت اجتماعات أعضاء الجمعية تعقد في بيوتهم حتى تمكّنو من إيجاد مقر لها عام 1991م في حي العدوي في دمشق – مقابل وزارة النفط ولا يزال حتى الآن .

## مساهمات الجمعية
تساهم الجمعية بدور بارز في إحياء المناسبات والأعياد الوطنية والقومية بشكل دوري .
تنفّذ الجمعية خطط عمل سنوية لأنشطة مستمرة حيث تقيم وتشارك في الأمسيات والندوات والمحاضرات والحفلات الغنائية والفعاليات الثقافية المختلفة .
للأشعار الشعبية التراثية وعلى رأسها ( الشعر الزجلي ) قاعدة جماهيرية واسعة في جميع أنحاء سوريا والوطن العربي، ويزداد الاهتمام بهذا النتاج الثقافي التراثي، وللجمعية حضورها الكبير والمستمر لإرضاء قاعدتها الجماهيرية التي تتذوق الشعر على امتداد وطننا الحبيب.
تسعى الجمعية حالياً من خلال مديرية التراث الشعبي في وزارة الثقافة ومنظمة اليونسكو للثقافة والعلوم، إضافة لجهات مختصة أخرى التعاون المشترك لصون التراث الثقافي الشعبي اللا مادي ومنه الشعر التراثي الزجلي، والمساهمة في إحيائه وجمعه ونشره وحمايته من خلال خطة وطنية مشتركة .

## الانتساب
ينتسب إلى الجمعية أعضاء شعراء من كافة المحافظات السورية، وسوف تستكمل خططها بتأسيس فروع لها في هذه المحافظات استناداً إلى ما ورد في نظامها الداخلي .

## إدارة الجمعية
يدير الجمعية مجلس إدارة مؤلف من سبعة أعضاء، تنتخبهم الهيئة العامة للجمعية ولها نظام داخلي يؤكد في أول بند من المادة الثانية منه على تقريب اللهجات الشعبية ورفع مستواها إلى مستوى اللغة العربية الفصحى المبسّطة
أعضاء مجلس الإدارة
- رئيس الجمعية : فؤاد حيدر (ترأس الجمعية حين تأسست أيضاً)
- نائب رئيس الجمعية : رسلان علي
- أمين سر الجمعية : سامر غزال
- أمين الصندوق : مروان البحري
- مسؤول ثقافة وإعلام : طعان تجرة
- مسؤول علاقات عامة :نبيل فيصل
- مسؤول جوقات : شادي موسى

## وصلات خارجية
- جمعية شعراء الزجل